# Харченко Дмитро Сергійович
Дмитро́ Сергі́йович Ха́рченко (нар. 25 лютого 1986, Запоріжжя, Українська РСР, СРСР) — український футболіст і футзаліст. Кандидат в майстри спорту.

## Біографія
Вихованець запорізького «Металурга». 2006 року розпочав професійну футбольну кар'єру в «Енергії» (Южноукраїнськ). Влітку 2010 року його запросили до «Таврії», але він виступав тільки за молодіжний склад і по завершенні сезону залишив клуб. Після цього продовжив виступи у футболі на аматорському рівні.
Розпочав футзальну кар’єру у аматорській команді «Сіал Джет» із Запоріжжя, після якої перейшов в «Імекс». Посеред сезону 2013/2014 він приєднався до польського клубу «Ред Девілс», який виступав у екстраклясі. У сезоні 2014/2015 разом з командою з Хойніце він дійшов до півфіналу Кубка Польщі, в якому забив гол, але його команда програла «Рекорду» (Бельсько-Бяла) (2:4). Після цього сезону контракт з українцями не був продовжений через обмеження гравців із-за меж Євросоюзу у екстраклясі. 
Перед стартом сезону 2015/2016 приєднався до «Продексіма», але 21 грудня 2015 року залишив херсонську команду.
Сезон 2016/17 почав у складі «АРПИ Запоріжжя», але перед новим 2017 роком на деякий час перейшов у команду «Маршал-СКФ-Мясковъ», яка виступала у чемпіонаті окупованого Криму.
З сезону 2017/2018 є гравцем «АРПИ Запоріжжя».
3 грудня 2017 року в домашньому матчі проти «Дніпра» (Черкаси) отримав важку травму через яку не грав більше року.

### Освіта
Випускник кафедри фізичної реабілітації Класичного приватного університету.

## Нагороди і досягнення

### Командні
«АРПИ Запоріжжя»
- Перша ліга
  -  Переможець (1): 2017/18

- Друга ліга
  -  Бронзовий призер (1): 2016/17